# Confrérie de la Macarena (Sainte Croix de Ténérife)
La Confrérie de la Macarena, de nom complet Confrérie royale de Notre Père Jésus captif et de la sanctissime Marie de l'Espérance de la Macarena (en espagnol : Real cofradía de Nuestro Padre Jesús cautivo y María Santísima de la Esperanza Macarena) est une confrérie de culte catholique qui a son siège canonique dans l'église Nuestra Señora de la Concepción à Sainte-Croix de Ténérife, dans la communauté autonome des Canaries (Espagne).
Elle est placée sous le double patronage de « Notre Père Jésus Captif » et de la « Sanctissime Marie de l'Espérance de la Macarena ». Avec d'autres statues qui participent aux mystères de la Semaine Sainte à Sainte-Croix de Tenerife, elles forment une station de pénitence dans la nuit du Jeudi saint et défilent aussi dans la Grande procession du Vendredi saint.

## Histoire
Le 27 mars 1959, un petit groupe d'habitants menés par le capitaine d'infanterie José Rubio Gallardo fonde une fraternité pour vénérer la "Sanctissime Maríe de l'Espérance de la Macarena" à Séville, sous l'appellation d'"Archiconfrérie de Pénitence du Sanctissime Christ de la Bonne Mort et de la Sanctissime Maríe de l'Espérance de la Macarena". Son siège canonique était alors l'église Saint-Domingue de Guzmán, dans le quartier de la Victoria plus connu sous l'appellation populaire de  "Confrérie des Andalous".
Dans sa première assemblée générale la confrérie accorde le titre de "Frère majeur honoraire" au 49e Régiment d’infanterie légère de Ténérife, celui de Majordome principal honoraire au tercio Jean d'Autriche et celui de Chambellan perpétuel honoraire au Capitaine général des Canaries. Plus tard son siège est déplacé en l'église San Alfonso María de Ligorio, dans le quartier des Gladiolos, et enfin dans sa paroisse actuelle, l'église Nuestra Señora de la Concepción. La confrérie modifie sa dénomination, en ajoutant "Notre-Père Jésus Captif" en mémoire du culte exercé dans par la Confrérie du Captif et de la Sainte Trinité, à Malaga.
Le 6 août 1985, la confrérie est acceptée comme filiale de la Fraternité de la Macarena de Séville
Depuis 1988, les Rois d'Espagne, élevés au grade de frères majeurs honoraires, honorent la confrérie du titre de "royale".
En 2009 la fraternité célèbre les noces d'or de sa fondation en organisant une procession extraordinaire de ses images votives pendant le mois d'octobre.
La Confrérie de la Macarena fusionne avec la Royale et Illustre Fraternité, Confrérie de Pénitents de Notre Père Jésus du Salut et de La Sanctissine Marie de L'Espérance de Vegueta situées à Las Palmas de Gran Canaria, car elles étaient dans les deux capitales des Canaries, les plus importantes confréries affiliées à la Cour sévillanne

## Procession
La fraternité participe à la Semaine Sainte de Sainte Cruz de Tenerife en organisant une station de pénitence avec ses statues votives dans la nuit du Jeudi saint, au cours de la procession qui mène à  l'église de saint François d'Assise.
[style à revoir]Au milieu de capirotes, tuniques, bâtons de commandement, des fidèles et de beaucoup de spectateurs attendent la sortie de Jésus Captif, pour se réjouir aux sons des fanfares des "Cavaliers légionnaires", parfois appelés " Fiancés de la mort". [non neutre]L'attention est à son comble à sa sortie de l'église de la Conception lorsque les porteur du paso font danser la Macarena ou dans la paroisse de Saint-François où se célèbre avec une ferveur particulière la rencontre des deux pasos.
Depuis 2012, le Vendredi Saint, le paso du Captif entouré de ses pénitents accompagne les autres confréries et les fidèles de toutes les paroisses pour la Procession solennelle de la Semaine Sainte à Santa Cruz de Ténérife.

### Pasos

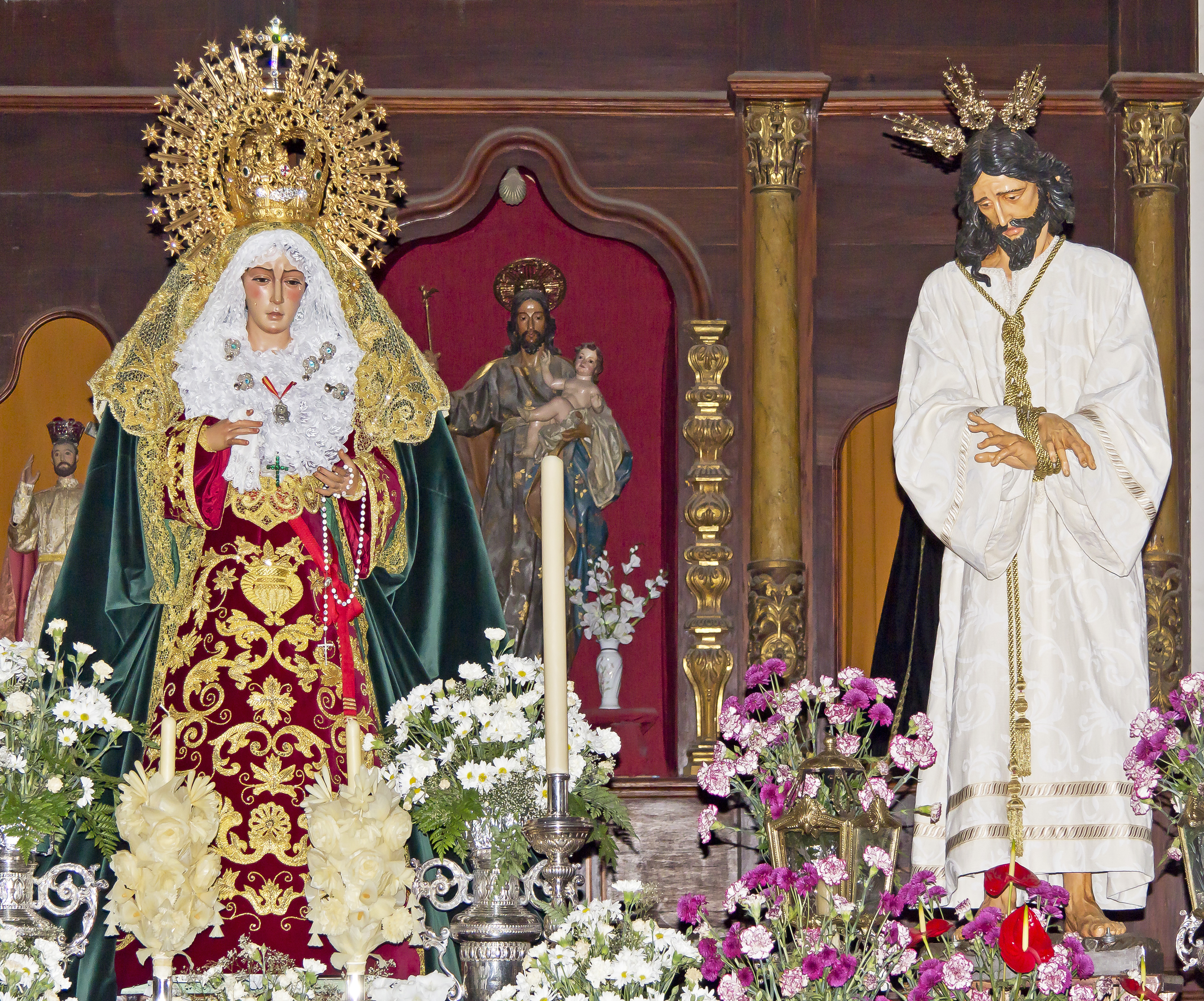
Les statues de Notre Père Jesús Captif et de l Santissime Marie de l'Espérance de Macarena.

La confrérie procède à ses dévotions par l'intermédiaire de deux statues votives, Notre Père Jésus Captif et la Sanctissime Marie de l'Espérance de la Macarena, qui sont exposées sur un même autel, placé dans un des collatéraux de l'église. Cet autel est le plus fréquenté par les fidèles qui viennent dans l'église de la Conception.
Jésus captif
La statue de Notre père Jésus Captif est l’œuvre du sculpteur sévillan Juan Delgado Martín-Prat, en 1999. Il est représenté attaché dans l'attente du jugement, habillé d'une tunique blanche il va en procession revêtu d'une tunique de velours noir, couronné des trois puissances.
Le Paso a la particularité d'être porté uniquement par des femmes en hommage aux douleurs de la Vierge. Ce sont donc 28 femmes qui font pénitence en portant sur leurs épaules plus de 800 kg pendant presque quatre heures.
Sainte Marie de l'Espérance
La statue de la Sanctissime Marie de l'Espérance de la Macarena de Santa Cruz de Tenerife est une copie de la renommée Espérance Macarena de Séville. Elle est l'œuvre du sculpteur de Grenade Antonio Giménez Martínez, en 1959.
La vierge va en procession sous un paso couvert d'un dais, porté lui aussi par 28 porteurs.

## Sources
- (es) Cet article est partiellement ou en totalité issu de l’article de Wikipédia en espagnol intitulé « Cofradía de la Macarena (Santa Cruz de Tenerife) » (voir la liste des auteurs).

## Pages connexes
- Confrérie du Sanctissime Christ de la Pitié (Viveiro)
- Église de la Concepción (San Cristóbal de La Laguna)
- Église catholique en Espagne
- Fraternité de Jésus du Grand Pouvoir (La Línea)
- Fraternité de l'Étoile
- Fraternité de la Cène (Málaga)
- Fraternité du Pardon (Huelva)